# Véronique Trinquet
Véronique Trinquet, född den 15 juni 1956 i Marseille, Frankrike, är en fransk fäktare som tog OS-silver i damernas lagtävling i florett i samband med de olympiska fäktningstävlingarna 1976 i Montréal.